# I liga argentyńska w piłce nożnej (1903)
Mistrzem Argentyny w roku 1903 został klub Alumni AC, a wicemistrzem Argentyny klub Belgrano AC.
Klub Flores Buenos Aires spadł z ligi, a jego miejsce zajął klub CA Estudiantes.

## Primera División

### Mecze chronologicznie
| Data             | Mecz |
| ---------------- | --- |
| 26 kwietnia 1903 | Alumni AC – Lomas Athletic Buenos Aires 3:0 mecz rozegrany został na stadionie klubu Lomas Athletic Buenos Aires |
| 26 kwietnia 1903 | Quilmes Athletic Buenos Aires – Flores Buenos Aires 5:1 |
| 3 maja 1903      | Alumni AC – Flores Buenos Aires 6:0 mecz rozegrany został na stadionie klubu Ferro Carril Oeste |
| 10 maja 1903     | Alumni AC – Quilmes Athletic Buenos Aires 4:0 mecz rozegrany został na stadionie klubu Ferro Carril Oeste |
| 10 maja 1903     | Belgrano AC – Lomas Athletic Buenos Aires 2:0 |
| 17 maja 1903     | Quilmes Athletic Buenos Aires – Barracas Athletic Buenos Aires 2:0 Haroldo Torre, C. Wilson |
| 21 maja 1903     | Lomas Athletic Buenos Aires – Quilmes Athletic Buenos Aires 1:1 |
| 24 maja 1903     | Alumni AC – Barracas Athletic Buenos Aires 4:1 Jorge Brown, Eugenio Moore, Spencer Leonard, Patricio Dillon – Eddie Potter mecz rozegrany został na stadionie klubu Ferro Carril Oeste |
| 24 maja 1903     | Flores Buenos Aires – Quilmes Athletic Buenos Aires walkower dla Quilmes Athletic |
| 31 maja 1903     | Belgrano AC – Alumni AC 0:4 Jorge Brown (2), Patricio Dillon (2) |
| 31 maja 1903     | Lomas Athletic Buenos Aires – Barracas Athletic Buenos Aires 0:0 |
| 7 czerwca 1903   | Barracas Athletic Buenos Aires – Belgrano AC 3:1 Gottlob Weiss k, Edie Potter, L. C. Thompson – Arturo H. Forrester |
| 7 czerwca 1903   | Lomas Athletic Buenos Aires – Flores Buenos Aires walkower dla Lomas Athletic Buenos Aires |
| 11 czerwca 1903  | Flores Buenos Aires – Barracas Athletic Buenos Aires 0:12 Eddie Potter (2), L. C. Thompson (2), C. Thompson, Gottlob Weiss, Wilfred Diggs (4), Johnny Diggs (2) mecz rozegrany został na stadionie klubu Ferro Carril Oeste |
| 11 czerwca 1903  | Quilmes Athletic Buenos Aires – Alumni AC 0:3 Jorge Brown (3) |
| 14 czerwca 1903  | Flores Buenos Aires – Belgrano AC walkower dla Belgrano AC |
| 24 czerwca 1903  | Belgrano AC – Quilmes Athletic Buenos Aires 3:2 Arturo H. Forrester, Norman G. Forrester (2) – W. Stocks, J. W. Baldock |
| 29 czerwca 1903  | Belgrano AC – Flores Buenos Aires 6:0 Arturo H. Forrester (3), Norman G. Forrester, S. Khilberg, G. N. Dickinson |
| 29 czerwca 1903  | Lomas Athletic Buenos Aires – Alumni AC 2:4 W. Stirling, L. Jacobs – Jorge Brown (2), Carlos Buchanan (2) |
| 5 lipca 1903     | Barracas Athletic Buenos Aires – Quilmes Athletic Buenos Aires 4:2 Gottlob Weiss (3), Eddie Potter – Haroldo Torre (2) |
| 5 lipca 1903     | Flores Buenos Aires – Alumni AC 0:10 mecz rozegrany został na stadionie klubu Ferro Carril Oeste Sędzia: S. R. Wilson Bramki: J. Brown ?, ?, 49, 66, Dillon ?, Leonard ?, ?, 61, 72, 82 Club Atlético Flores: A. O. Jones – H. Dodds Watson, Patricio B. Browne, J. Dodds Watson, P. A. Logan, A. Johnston, H. Bell, P. F. Logan, J. Elliot, E. O'Curry, C. Carlisle Alumni AC: Juan McKechnie – N. C. Lea, Walter Buchanan, D. Simmons, Andrés Arturo Mack, Ernesto A. Brown, F. Jordán, E. Curran, Jorge Brown, Leonard, Patricio Dillon. |
| 5 lipca 1903     | Lomas Athletic Buenos Aires – Belgrano AC 2:2 L. Jacobs (2) – Norman G. Forrester, E. Frilling |
| 12 lipca 1903    | Barracas Athletic Buenos Aires – Lomas Athletic Buenos Aires 2:0 Gottlob Weiss, Eddie Potter |
| 12 lipca 1903    | Quilmes Athletic Buenos Aires – Belgrano AC 0:4 E. Frilling, S. Khilberg, Norman G. Forrester, G. R. Ross |
| 19 lipca 1903    | Barracas Athletic Buenos Aires – Alumni AC 0:2 Patricio Dillon, Spencer Leonard |
| 19 lipca 1903    | Quilmes Athletic Buenos Aires – Lomas Athletic Buenos Aires 2:2 Haroldo Torre, H. Creaven s – W. Stirling, W. Hunter |
| 26 lipca 1903    | Alumni AC – Belgrano AC 0:1 G. R. Ross mecz rozegrany został na stadionie klubu Palermo |
| 26 lipca 1903    | Barracas Athletic Buenos Aires – Flores Buenos Aires walkower dla Barracas Athletic Buenos Aires |
| 9 sierpnia 1903  | Belgrano AC – Barracas Athletic Buenos Aires 2:0 G. R. Ross (2) |
| 9 sierpnia 1903  | Flores Buenos Aires – Lomas Athletic Buenos Aires 1:10 J. Elliot – W. Hunter (4), J. Hunter, L. Jacobs (3), E. Buckland, W. Stirling |

### Końcowa tabela sezonu 1903
| Poz | Klub                           | Mecze | Zw | Rem | Por | Pkt | BrZd | BrStr |
| --- | ------------------------------ | ----- | -- | --- | --- | --- | ---- | ----- |
| 1   | Alumni AC                      | 10    | 9  | 0   | 1   | 18  | 40   | 4     |
| 2   | Belgrano AC                    | 10    | 7  | 1   | 2   | 15  | 21   | 11    |
| 3   | Barracas Athletic Buenos Aires | 10    | 5  | 1   | 4   | 11  | 22   | 13    |
| 4   | Lomas Athletic Buenos Aires    | 10    | 2  | 4   | 4   | 8   | 17   | 17    |
| 5   | Quilmes Athletic Buenos Aires  | 10    | 3  | 2   | 5   | 8   | 14   | 22    |
| 6   | Flores Buenos Aires            | 10    | 0  | 0   | 10  | 0   | 2    | 49    |